# Francisco Rodrigues Pereira Júnior
Francisco Rodrigues Pereira Júnior (Barbacena, emancipando-se apenas em 1924  localidade, 19 de outubro de 1894  faleceu em 26 novembro 1955 em Carandaí-MG) foi um político brasileiro. Exerceu o mandato de deputado federal constituinte por Minas Gerais em 1946.